# Schausiella
Schausiella é um gênero de mariposa pertencente à família Bombycidae.